# Липуны
Липуны — деревня в Смоленском районе Смоленской области России. Входит в состав Дивасовского сельского поселения. Население — 103 жителя (2016 год). 
Расположена в западной части области в 5 км к северу от Смоленска, в 0,1 км севернее автодороги М1 «Беларусь». В 8 км южнее деревни расположена железнодорожная станция Смоленск на линии Москва — Минск. 

## История
В годы Великой Отечественной войны деревня была оккупирована гитлеровскими войсками в июле 1941 года, освобождена в сентябре 1943 года. 